# خیرآباد (جوین)
خیرآباد، روستایی است از توابع بخش عطاملک و در شهرستان جوین استان خراسان رضوی ایران.

## جمعیت
این روستا در دهستان حکم‌آباد قرار داشته و بر اساس سرشماری سال ۱۳۸۵ جمعیت آن ۴۶۸ نفر (۱۲۱ خانوار)
بوده‌است.
جمعیت به 10000000نفر طبق آخرین سرشماری رسیده است
دوست دار شما من